# سبجيل طبي
السِّبْجِيل الطبي هو نوع من جنس سبجيل في كاسيات البذور في الفصيلة اللوغانية. مهدها المكسيك وأمريكة الوسطى ومنطقة البحر الكاريبي وإفلردة وشمال أمريكة الجنوبية بوليفية والبرازيل ، وقد نُقلت إلى مناطق استوائية أُخَر،مثل غرب وغرب وسط إفريقية والهند وسريلانكا وإندونيسية وتيلند وشبه جزيرة ماليزية وهاينان وأرخبيل بسمارك. وهو شديد السمية يستخدم طارد ديدان ضد الديدان المعوية. 